# ケン・マクラウド

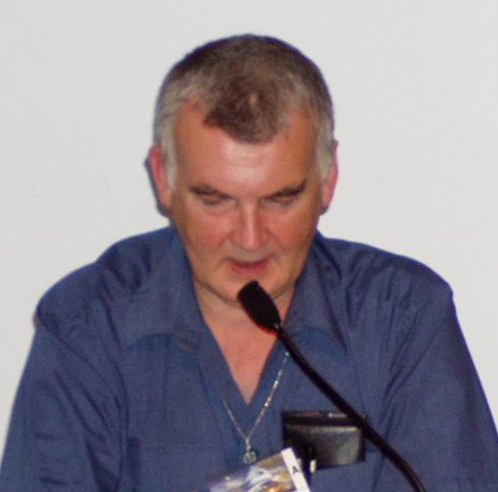
ケン・マクラウド（第63回ワールドコンにて; 2005年8月）

ケン・マクラウド（英: Ken MacLeod、1954年8月2日 - ）は、スコットランドのSF作家。

## 経歴
ストーノーウェイで生まれる。現在はエディンバラ近郊の South Queensferry 在住。
グラスゴー大学で動物学の学士号を取得し、プログラマとして働きつつ、バイオメカニクスの修士論文を書いた。

## 作品の傾向
マクラウドの作品に登場する政治形態は、社会主義・共産主義・アナキズム的色彩が強いものが多く、特にトロツキズム、無政府資本主義、リバタリアニズムなどの変種が多い。技術的テーマとしては技術的特異点を前提として、人類の社会文化的進化やポストヒューマンとしてのサイボーグなどを扱う。その姿勢は一般にテクノユートピア主義に分類されるものであるが、多くのテクノユートピア主義者とは異なり、マクラウドは強いAIに対して非常に懐疑的である。悪役として登場する人物は、アナキズム原理主義者であることが多い
マクラウドは、社会主義の理念とコンピュータプログラミングの用語を織り交ぜたジョークを使うことでも知られている。例えば、著作の章題に "Trusted Third Parties" とか "Revolutionary Platform" とあるが、これらは二重の意味を持っている。また、未来のプログラマの組合を "Information Workers of the World Wide Web"、通称 Webblies としているのは、Industrial Workers of the World（通称 Wobblies）に因んでいる。
イギリスの新世代のSF作家の1人であり、ハードSFとスペースオペラを得意とする。同世代の作家としては、イアン・バンクス、アレステア・レナルズ、アダム・ロバーツ、チャールズ・ストロス、リズ・ウィリアムズがいる。

## 作品リスト

### Fall Revolution シリーズ
- The Star Fraction (1995) - 1996年のプロメテウス賞受賞
- The Stone Canal (1996) - 1998年のプロメテウス賞受賞
- The Cassini Division (1998)
- The Sky Road (1999) - 1999年の英国SF協会賞受賞
  - The Sky Road は、他の3作とは異なる未来を描いたもので、The Star Fraction の主人公が2059年に行った選択によってどのように未来が変わっていくかを描いている。

### Engines of Light 三部作
21世紀初期にソビエト連邦が再建された世界を舞台としている。
- Cosmonaut Keep (2000)
- Dark Light (2001)
- Engine City (2002)

### 他の作品
- The Web Cydonia (1998)
- 「人類戦線」（The Human Front(2002)、嶋田洋一訳、S-Fマガジン2005/8 No.592） - 2002年のサイドワイズ賞受賞
- 『ニュートンズ・ウェイク』（Newton's Wake: A Space Opera (2004)、嶋田洋一訳、ハヤカワSF文庫） 2006年
- Learning the World: A Novel of First Contact (2005)  - 2006年のプロメテウス賞受賞
- The Highway Men (2006)
- The Execution Channel (2007)